# Operation Gehaltenes Versprechen
Die am 12. Juli 2006 durch die Hisbollah durchgeführte Operation „Gehaltenes Versprechen“ (arabisch عملية الوعد الصادق, DMG ʿAmaliyyat al-Waʿd aṣ-Ṣādiq) war die umfangreichste und in ihren Konsequenzen weitreichendste bewaffnete Operation der Hisbollah seit dem Jahr 2000. Die Operation war der Auslöser des Zweiten Libanonkriegs bzw. der israelischen „Operation Richtungswechsel“.

## Verlauf
Zwischen Mai 2000 und Mai 2004 führte die Hisbollah laut israelischen Angaben 14 Infiltrationsversuche, 105 Beschüsse von Flugzeugen, 42 Angriffe mit Panzerabwehrraketen, 5 Angriffe mit Artillerieraketen, 7 Feuerüberfälle und 10 Einsätze von Sprengsätzen gegen israelische Ziele durch. 11 israelische Soldaten und 6 Zivilisten seien getötet, 53 Soldaten und 14 Zivilisten seien verwundet worden.
Die Operation im Juli 2006 wich von der Routine der vorhergegangenen Einsätze in mehreren Punkten ab. Zum einen befand sich das Ziel außerhalb der von der Hisbollah beanspruchten Shebaa-Farmen, auf deren Gebiet sich frühere Operationen konzentriert hatten. Zum anderen wurde die Operation von umfangreichem Raketenbeschuss Nordisraels begleitet. Im Gegensatz zu allen Operationen seit dem Jahr 2000 war die Operation „Gehaltenes Versprechen“ zudem erfolgreich bei der Einbringung israelischer Geiseln.

## Entscheidung der Hisbollah oder Ergebnis externen Drucks
Unmittelbar nach der „Operation Gehaltenes Versprechen“ wurde vor allem in Israel und den USA spekuliert, dass der Iran die Durchführung angeordnet habe, um vom Streit um das iranische Atomprogramm abzulenken. Die Operation der Hisbollah wirkte sich in diesem Punkt jedoch nicht positiv auf die Interessen des Irans aus; das Atomprogramm wurde weiterhin auch im internationalen Rahmen diskutiert. Zudem hatte die Hisbollah die Operation nicht als Konfrontation größeren Ausmaßes geplant, die einen Ablenkungseffekt hätte erzielen können, und war von der israelischen Reaktion überrascht. Insgesamt ist daher sehr wahrscheinlich, dass die Initiative für die Operation von der Hisbollah ausging und die Durchführung hauptsächlich der Verfolgung ihrer Interessen auf libanesischer Ebene dienen sollte.
Die Wahl des Zeitpunktes der Operation hingegen könnte das Ergebnis externer Einflüsse gewesen sein. Eine Koordination der Operation zumindest mit dem Iran als wichtigstem Förderer und Verbündeten der Organisation ist wahrscheinlich. Die Tageszeitung Die Welt berichtete, dass Ende Juni 2006 ein Treffen zwischen führenden Vertretern der iranischen Revolutionsgarden und der Hisbollah stattgefunden habe. Während der Gespräche soll das Vorgehen der Hisbollah mit dem Iran vereinbart worden sein. Soweit bekannt ist, sind Koordinierungsgespräche mit iranischen Stellen jedoch Routine.
Der Journalist Seymour Hersh gibt an, die israelische Fernmeldeaufklärung habe eine verschlüsselte Telefonkonferenz der Hamas-Führung abgehört aus der hervorgegangen sei, dass die Hamas sich nach der Entscheidung zur Geiselnahme eines israelischen Soldaten an die Hisbollah mit der Bitte um Unterstützung gewandt habe. Da die Hisbollah regelmäßig eine Eskalation zwischen palästinensischen Akteuren und Israel als Anlass zu eigener Eskalation genutzt hat, wäre eine solche Anfrage jedoch wahrscheinlich nicht ausschlaggebend für die Entscheidung der Hisbollah gewesen.
Die Entscheidung zur Durchführung stand nicht grundsätzlich außerhalb des Routineverhaltens der Hisbollah. Seit dem israelischen Rückzug aus dem Südlibanon im Mai 2000 kam es mehrfach zu Infiltrationsversuchen, die allerdings nur einmal erfolgreich waren. Im Oktober 2000 hatte die Hisbollah drei israelische Soldaten als Geiseln genommen. Das Jahr 2006 hatte Nasrallah zum „Jahr der Freilassung der Gefangenen“ erklärt. Generalsekretär Hassan Nasrallah erklärte mehrfach offen die Absicht, israelische Soldaten zur Herbeiführung eines Gefangenenaustausches als Geiseln zu nehmen. Bereits der Name der Operation „Gehaltenes Versprechen“ deutet bereits darauf hin, dass die Geiselnahme im Juli 2006 Teil der langfristigen Strategie der Hisbollah war.

## Ziele der Hisbollah
Die Hisbollah verfolgte mit der Operation zwei Hauptziele:
- Freilassung von Gefangenen: Das einzige erklärte Ziel der Geiselnahme war die Erzwingung der Freilassung von drei libanesischen Gefangenen, die sich laut Angaben der Hisbollah in israelischer Haft befinden. Der prominenteste Gefangene, Samir Kuntar, verbüßte in Israel eine lebenslange Haftstrafe wegen eines Anschlags auf eine israelische Familie 1979. Vermutlich nicht in israelischer Haft befand sich Yahya Sakaf, dessen Freilassung die Hisbollah ebenfalls fordert. Sakaf nahm an einem Anschlag auf einen israelischen Bus im März 1978 teil, bei dem 35 Israelis getötet wurden. Vermutlich wurde Sakaf bei den anschließenden Auseinandersetzungen mit israelischen Sicherheitskräften ebenfalls getötet; seine Leiche konnte jedoch nicht identifiziert werden.[4]
- Neutralisierung des innerlibanesischen Drucks zur Entwaffnung: Für den 25. Juli 2006 war die Fortsetzung der Gespräche im Rahmen des „Nationalen Dialogs“ im Libanon geplant, bei denen auch die Frage einer Entwaffnung der Hisbollah behandelt werden sollte. Durch eine erfolgreiche Operation gegen Israel und eine Freilassung der in israelischer Haft befindlichen Libanesen hätte die Hisbollah bei den Gesprächen gestärkt auftreten können. Zudem war aufgrund der Erfahrungen vergangener Auseinandersetzungen damit zu rechnen, dass während laufender Auseinandersetzungen mit Israel keine Kritik gegenüber der Hisbollah zu erwarten ist. Tatsächlich erklärten während des Krieges praktisch alle politischen Akteure innerhalb des Libanons ihre Unterstützung für die Hisbollah.[5]

## Strategische Annahmen der Hisbollah
Die Hisbollah stützte ihre Entscheidung auf eine Reihe von Annahmen bezüglich der erwarteten Reaktion Israels und der Folgen der Operation.
Allgemein ging die Hisbollah von einer begrenzten israelischen Reaktion aus. Premierminister Fuad Siniora habe Hussein Khalil unmittelbar nach der Geiselnahme getroffen und auf die israelische Reaktion auf die Geiselnahme im Gazastreifen hingewiesen. Khalil habe geantwortet, dass man die Situation nicht vergleichen könne und innerhalb von 48 Stunden eine Beruhigung der Situation zwischen Israel und dem Libanon zu erwarten sei. Hassan Nasrallah und Mahmud Qomati erklärten später ebenfalls, die israelische Reaktion in diesem Ausmaß nicht erwartet zu haben. Erst nachdem die israelischen Operationen auch am dritten Tag mit gleichbleibender Intensität anhielten, habe die Organisation mit der Evakuierung ihrer Einrichtungen begonnen. Aufgrund ihrer allgemeinen Vorbereitungen für eine Auseinandersetzung mit Israel war die Hisbollah jedoch in der Lage, auf das israelische Vorgehen zu reagieren.
Weiterhin wirkten sich vermutlich die folgenden Faktoren auf die Entscheidung der Hisbollah aus:
- Legitimitätsgewinn durch Kopplung an Palästinenserthema: Die Hisbollah legitimiert ihr Handeln dadurch, dass sie es als Teil des gesamtislamischen und arabischen Kampfes gegen Israel darstellt. In der Vergangenheit nutzte die Hisbollah palästinensische Offensiven wie den Beginn der Al-Aqsa-Intifada oder die Anschlagswelle im Frühjahr 2002, um ihrerseits in begrenztem Umfang gegen Ziele in Nordisrael vorzugehen.
- Gefangenenaustausche in Vergangenheit erfolgreich: Die israelische Regierung stimmte im November 2003 einem Gefangenenaustausch zu, bei dem 430 in israelischer Haft befindliche Araber gegen den von der Hisbollah im Jahr 2000 als Geisel genommenen Elhanan Tannenbaum und die Leichen der im Oktober 2000 entführten israelischen Soldaten ausgetauscht wurden. 1997 stimmte die israelische Regierung der Freilassung des Hamas-Führers Scheich Ahmed Yassin und mehrerer Dutzend anderer Gefangener im Gegenzug zur Freilassung zweier in Jordanien gefangen genommener Mitarbeiter des Mossad zu. Die israelische Gesellschaft befürwortete solche Austausche in der Vergangenheit mehrheitlich.[8]

## Strategie der Hisbollah
Zunächst sollte die Geiselnahme israelischer Soldaten vermutlich nur politischen Druck zur Freilassung von Gefangenen erzeugen. Nachdem deutlich geworden war, dass Israel mit einer umfangreichen militärischen Reaktion antwortete, ging die Hisbollah gemäß den Prinzipien klassischer Guerillastrategie vor.
Um als Sieger über Israel wahrgenommen zu werden, musste die Hisbollah als Akteur bis zu dem Zeitpunkt überleben, an dem Israel entweder aufgrund internationalen Drucks oder zu hohen Kosten die Operation abbrechen musste. In der Vergangenheit war Israel nicht zu Operationen in der Lage, die sich über mehr als einen Monat lang hinzogen. Auch die „Operation Schutzschild“ 2002, welche den intensivsten israelischen Militäreinsatz nach dem Libanonkrieg 1982 darstellte, wurde aufgrund internationalen Drucks vorzeitig beendet.
Das physische Überleben der Hisbollah war für den Fall gewährleistet, dass Israel nicht den gesamten Libanon besetzte oder die Führung der Hisbollah durch gezielte Tötungen vernichtete. Zur Erzeugung der Wahrnehmung eines Sieges waren neben physischem Überleben der Organisation und ihrer wichtigsten Führer eine Fortsetzung des eigenen Raketenbeschusses Israels sowie eine Fortsetzung der Geiselnahme israelischer Soldaten erforderlich. Die vorhandenen Raketenbestände hätten der Hisbollah bei konstanter Frequenz einen Beschuss Israels über einen Zeitraum von rund vier Monaten ermöglicht. Einen direkten Zugriff auf die Geiseln konnte die Hisbollah den israelischen Streitkräften zudem erfolgreich verwehren.